# Jackie Chan dans le Bronx
Pour plus de détails, voir Fiche technique et Distribution.
Jackie Chan dans le Bronx ou Zizanie dans le Bronx au Québec (Hong faan kui) est un film hongkongais réalisé par Stanley Tong, sorti en 1995.

## Synopsis
Keung débarque à New York chez son oncle. Entre les bandes rivales du quartier, les Afro-américains qui volent des diamants, les Italiens qui les rachètent, le Chinois se retrouve bien malgré lui au milieu d'une guerre des gangs à laquelle la mafia est mêlée. Heureusement, il n'est pas le genre d'homme à se laisser faire...

## Fiche technique
- Titre : Jackie Chan dans le Bronx
- Titre québécois et belge : Zizanie dans le Bronx
- Titre original : Hung faan keoi (紅番區)
- Titre anglais : Rumble in the Bronx
- Réalisation : Stanley Tong
- Scénario : Edward Tang et Fibe Ma
- Musique : J. Peter Robinson et Nathan Wang - Chanson Stigmata par Al Jourgensen
- Photographie : Jingle Ma
- Montage : Peter Cheung
- Décors : Oliver Wong
- Production : Barbie Tung, Roberta Chow, Raymond Chow et Leonard Ho
- Société de production : New Line Cinema
- Sociétés de distribution : New Line Cinema (États-Unis) ; Hollywood Pictures (Royaume-Uni, Australie)
- Budget : 7 500 000 $
- Pays d'origine :  Hong Kong
- Langue : cantonais, anglais
- Format : Couleurs - 2,35:1 - Dolby Surround - 35 mm
- Genre : Comédie d'action
- Durée : 87 minutes
- Date de sortie : 
  - Hong Kong : 21 janvier 1995
  - France : 29 juillet 1998

## Distribution
- Jackie Chan (VF : Tanguy Goasdoué et VQ : François L'Écuyer) : Ah Keung
- Anita Mui (VF : Marie-Christine Robert et VQ : Hélène Lasnier) : Elaina
- Françoise Yip (VF : Françoise Cadol et VQ : Christine Séguin) : Nancy
- Bill Tung (VF : Guy Chapellier et VQ : Vincent Davy) : Oncle Bill
- Marc Akerstream (VF : Laurent Mantel et VQ : Stéphane Rivard) : Tony
- Garvin Cross (VF : Marices Colucci et VQ : François Godin) : Angelo
- Morgan Lam (VF : Thomas Dunoyer et VQ : Nicolas Pensa) : Danny
- Kris Lord (VQ : Daniel Roussel) : White Tiger
- Carrie Cain-Sparks : Whitney

 Sources et légende  : Version Française (V.F.) sur Voxofilm et Version Québécoise (V.Q.) sur Doublage Québec

## Production
- La scène du combat dans l'entrepôt a mis vingt jours à être tournée, Jackie Chan devant apprendre aux acteurs locaux le style de combat hongkongais[réf. souhaitée].
- Le 6 octobre 1994, lors d'une scène tournée à Vancouver (Canada), Jackie Chan s'est foulé la cheville droite en effectuant une cascade où il saute sur un aéroglisseur. Malgré cette blessure, il était présent à la première de Drunken Master 2 lors du Festival international du film de Vancouver. Plus tard durant le tournage, le cinéaste, qui était également responsable des cascades et des chorégraphies, s'est foulé la cheville, terminant le film sur des béquilles. Françoise Yip s'est également cassé la jambe durant la scène où elle saute à moto par-dessus des voitures garées. Deux autres cascadeuses se sont également cassé la jambe durant la scène de la poursuite à moto[réf. souhaitée].

## Accueil

### Box-office
- Hong Kong : 56 911 136 $ HK[3]
- France : 144 431 entrées[4]
- Mondial : 72 539 477 $[4]

## Autour du film
- À noter, une petite apparition d'Eddy Ko en client du marché, ainsi qu'Emil Chau en vendeur de glaces.

## Bande originale
- You Are The One, interprété par Carrie Cain Sparks
- Problem Child, composé par Charles et Lamont Alexander Adams
- Elegant Everyday, interprété par Gold Tilt
- Stigmata, interprété par Ministry
- Kung Fu, interprété par Ash

## Distinctions
- Nomination pour le prix du meilleur acteur (Jackie Chan), meilleure actrice (Anita Mui), meilleur second rôle féminin (Françoise Yip), meilleur nouvel espoir féminin (Françoise Yip), meilleur montage et meilleur film, lors des Hong Kong Film Awards en 1996.
- Prix des meilleures chorégraphies (Stanley Tong et Jackie Chan), lors des Hong Kong Film Awards en 1996.
- Nomination au prix du meilleur combat (Jackie Chan), lors des MTV Movie Awards en 1996.